# سارنتکی
سارنتکی (به لهستانی:  Sarnetki) یک روستا در لهستان است که در گمینا گیبه واقع شده‌است. سارنتکی ۱۴۵ نفر جمعیت دارد.